# Adriana Evans
Adriana Evans es una cantante de R&B y neo soul nacida y criada en San Francisco. Es hija de Mary Stallings, una de las cantantes de jazz más representativas de su generación, habiendo trabajado con Count Basie y Dizzy Gillespie. Cuando cumplió dieciocho años se trasladó hasta Los Ángeles, donde de la mano del rapero Dred Scott debutó en 1994 colaborando en su álbum Breakin' combs. Tras trabajar con otros artistas, en 1997 lanzó al mercado su álbum debut Adriana Evans. En los últimos años ha trabajado como batería junto a artistas como Bronze.
Su tema «Remember love» fue escogido en 2005 para los créditos del comienzo de la serie Noah's Arc.

## Discografía

### Álbumes
- Adriana Evans, 1997
- Nomadic, 2004
- Kismet, 2005
- El Camino, 2007

### Sencillos
- "Love is All Around", 1997
- "Seein' is Believing", 1997
- "Remember the Love", 2005
- "7 Days", 2005

- Datos: Q4685492